# レーザーショー

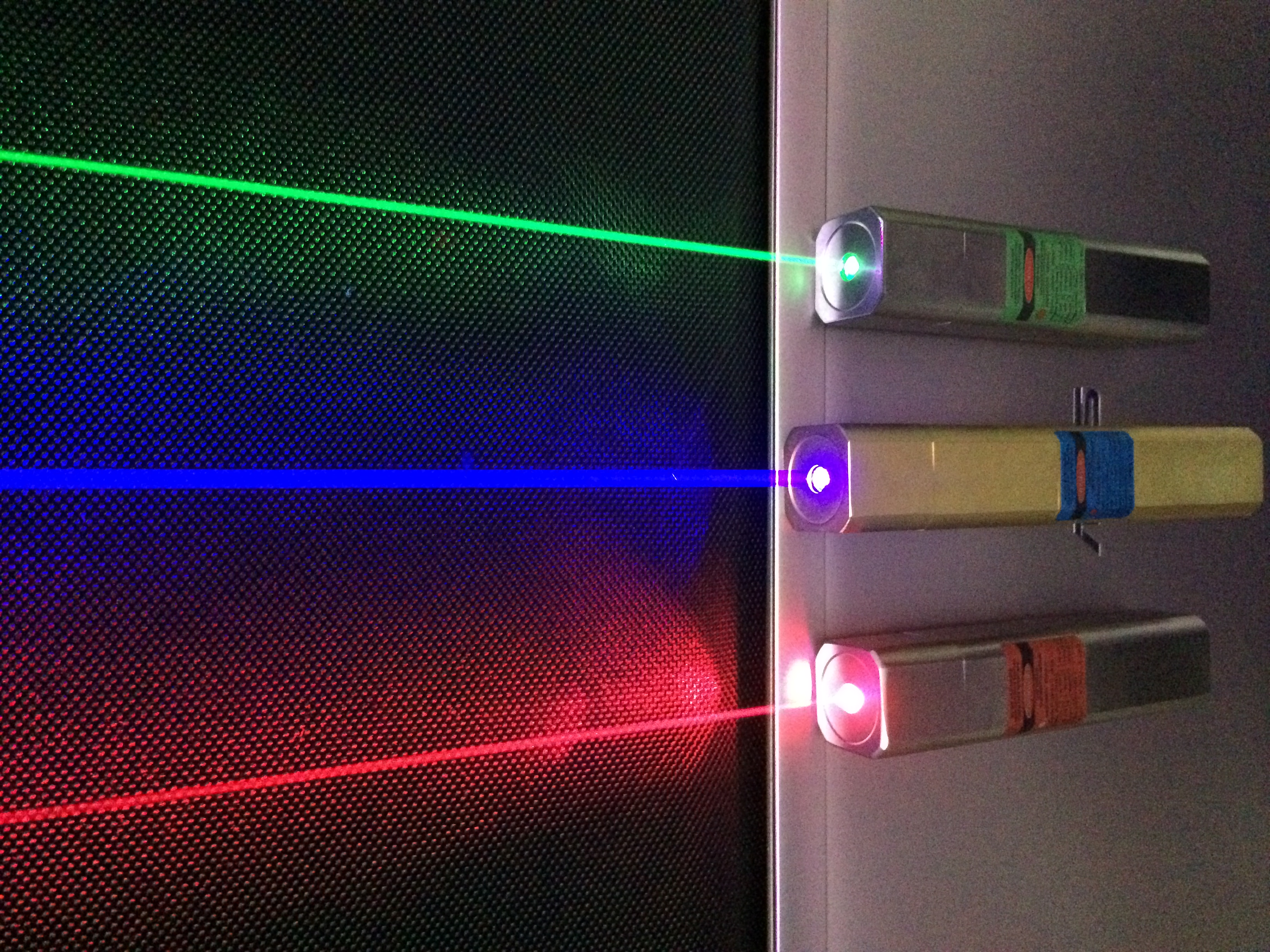

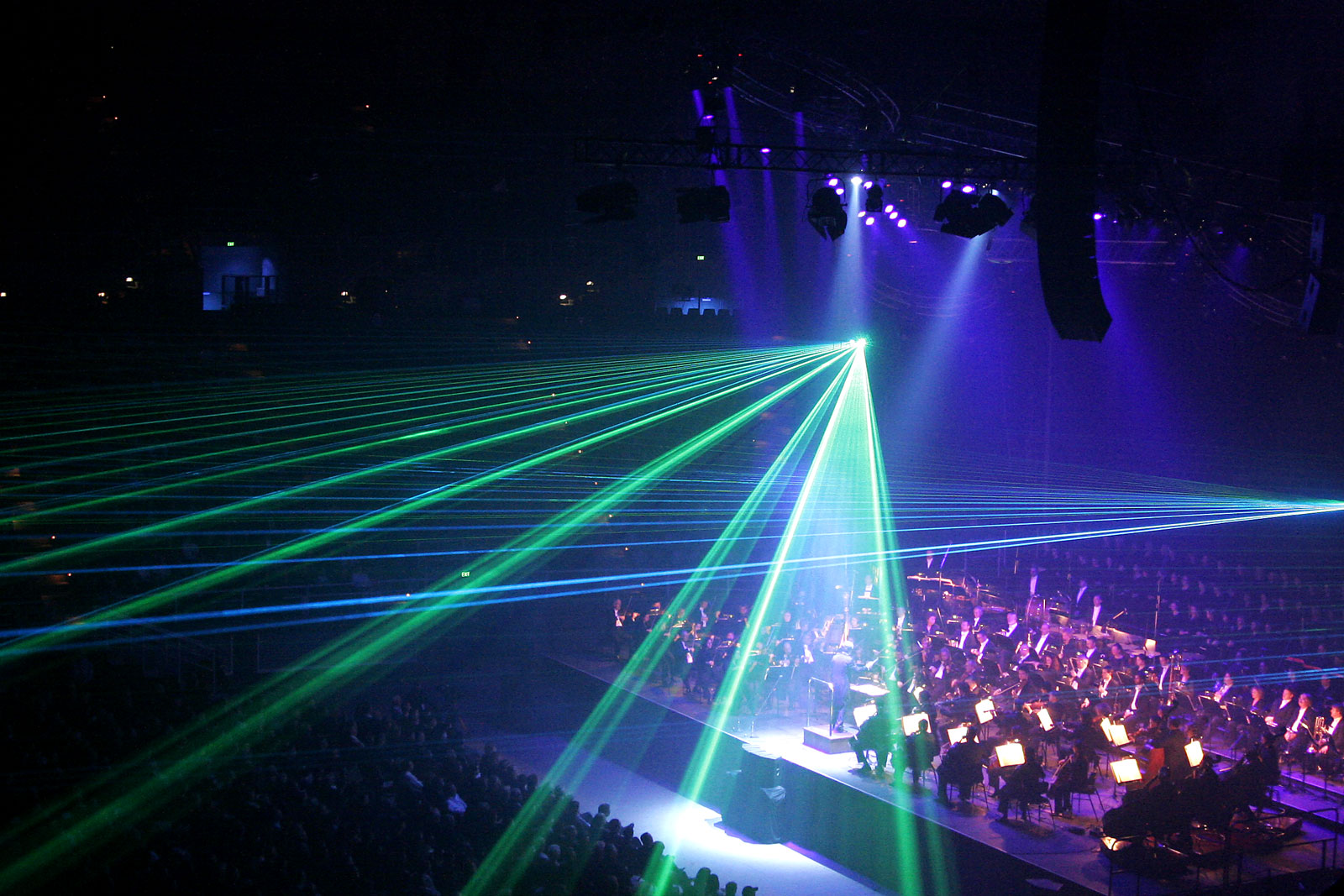
レーザーショーはライブマルチメディアパフォーマンスです。

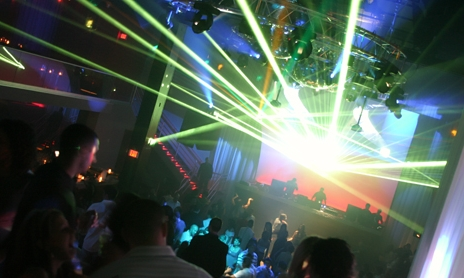
動作中の銅蒸気レーザー 。 2006年2月に南フロリダで見られた。

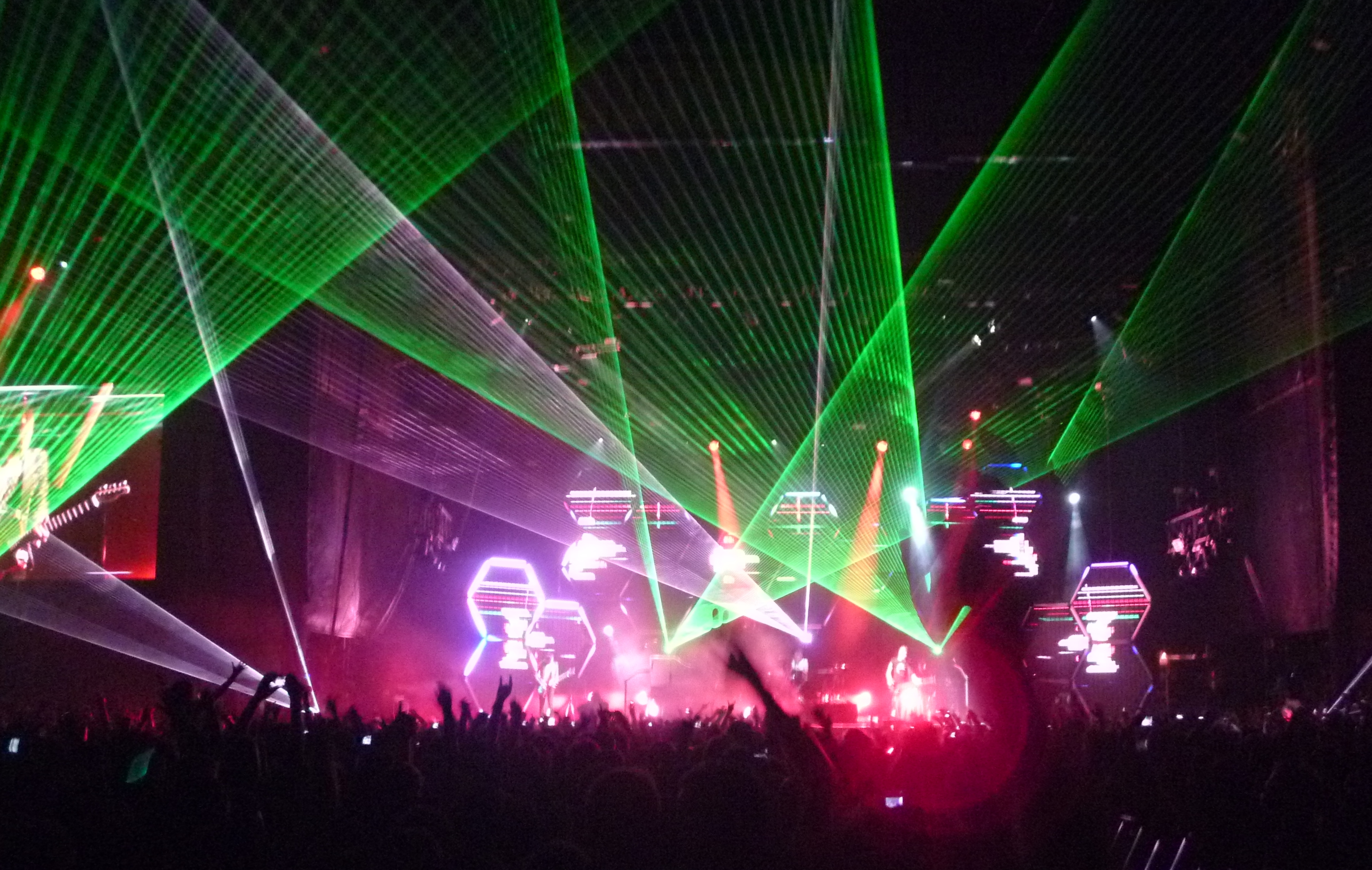
2011年8月13日、サンフランシスコのアウトサイドランドミュージックアンドアートフェスティバルの ミューズ

レーザーショー、レーザーライトショー、またはレーザー照明ディスプレイ（レーザーしょうめいディスプレイ）とはレーザーやランプなどを使うショーのことである。観客を楽しませるためにレーザー光を使用。 レーザーライトショーは、 音楽に設定された投射されたレーザービームのみで構成されている場合や、別の形式のエンターテイメント （通常は音楽演奏）が伴う場合もある。